# 田中誠一 (太鼓奏者)
田中誠一(たなか せいいち、1943年 - )は、アメリカの太鼓奏者、サンフランシスコ太鼓道場総長、アメリカ太鼓連盟会長。

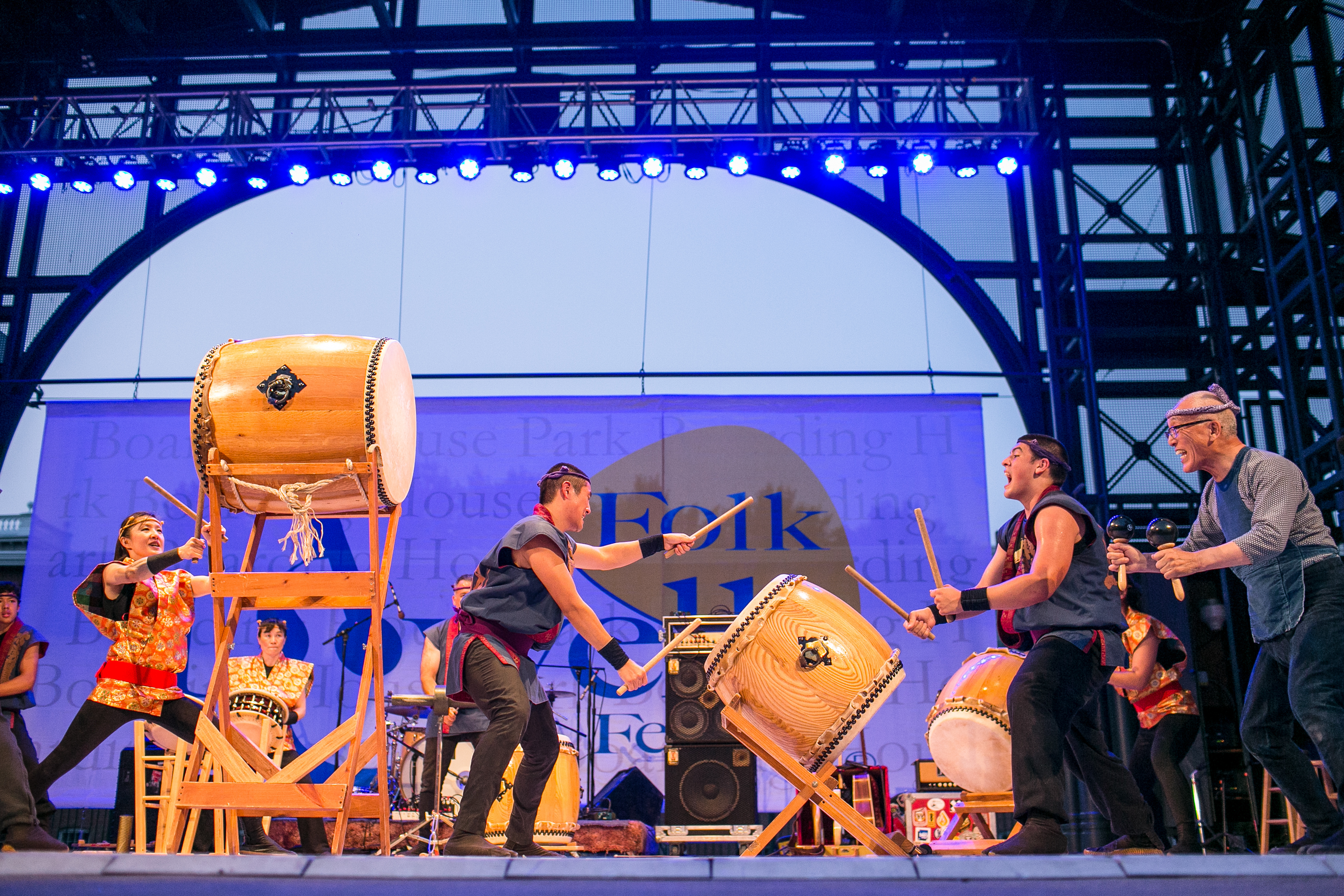
サンフランシスコ太鼓道場の演奏

## 人物・経歴
1943年東京都生まれ。千葉商科大学商経学部卒業。大学在学中は少林寺拳法部に在籍。大学卒業後、1967年アメリカへ移住。移住当初、カリフォルニア州ワトソンビルで農業労働者として苺摘みに従事。
1968年北カリフォルニア最大級の祭りである北加桜祭りにおいて和太鼓のソロ演奏を契機にサンフランシスコで和太鼓同好会を発足。同年、北アメリカで初となる御諏訪太鼓と大江戸助六太鼓を融合させた太鼓道場「サンフランシスコ太鼓道場」を設立。サンフランシスコ太鼓道場は、創始者である田中誠一の「太鼓」という言葉を「Japanese drum」と訳さずに「Taiko」としてアメリカ文化に浸透させたいとの夢が根底にある。半世紀以上にわたり一貫してアメリカを中心に日本の伝統楽器である和太鼓の演奏と指導を通じ、その魅力を伝える活動に注力。2001年にアメリカ合衆国版人間国宝とも言える「ナショナル・ヘリテージ・フェローシップ｣を受賞。
2003年7月4日、在サンフランシスコ日本国総領事館において外務大臣表彰を受賞。、2013年秋の叙勲で「旭日雙光章」を受章。2018年サンフランシスコ太鼓道場50周年記念レセプションを開催。

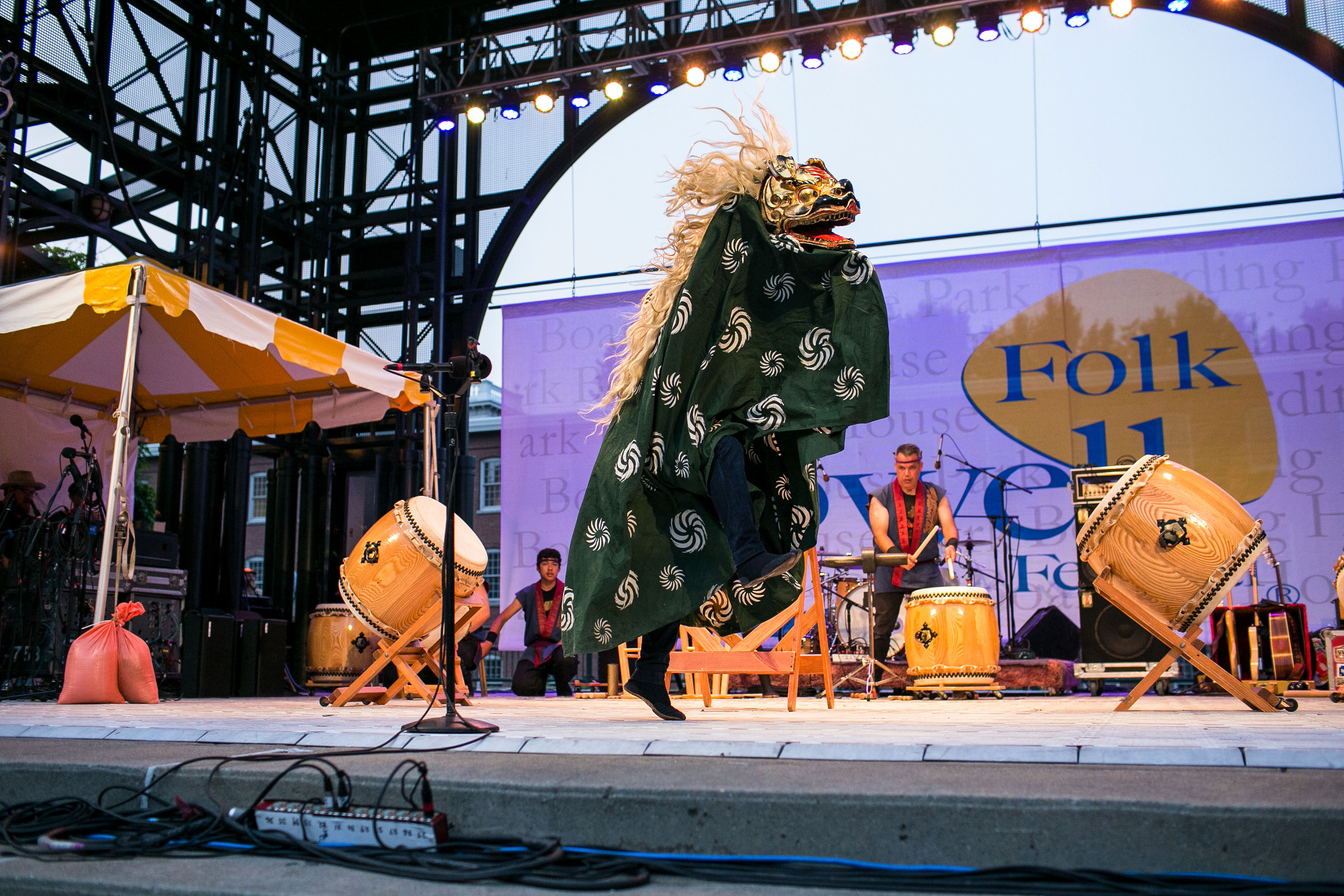
サンフランシスコ太鼓道場のパフォーマンス